# Vô Ngại
Vô Ngại là một xã thuộc huyện Bình Liêu, tỉnh Quảng Ninh, Việt Nam. Xã Vô Ngại có sông Tiên Yên và sông Ngàn Chi chảy qua.

## Địa giới hành chính
Xã Vô Ngại nằm ở phía tây của huyện Bình Liêu.
- Phía đông giáp thị trấn Bình Liêu
- Phía tây và phía nam giáp huyện Tiên Yên
- Phía bắc giáp tỉnh Lạng Sơn và Trung Quốc